# Zacheusz (postać biblijna)

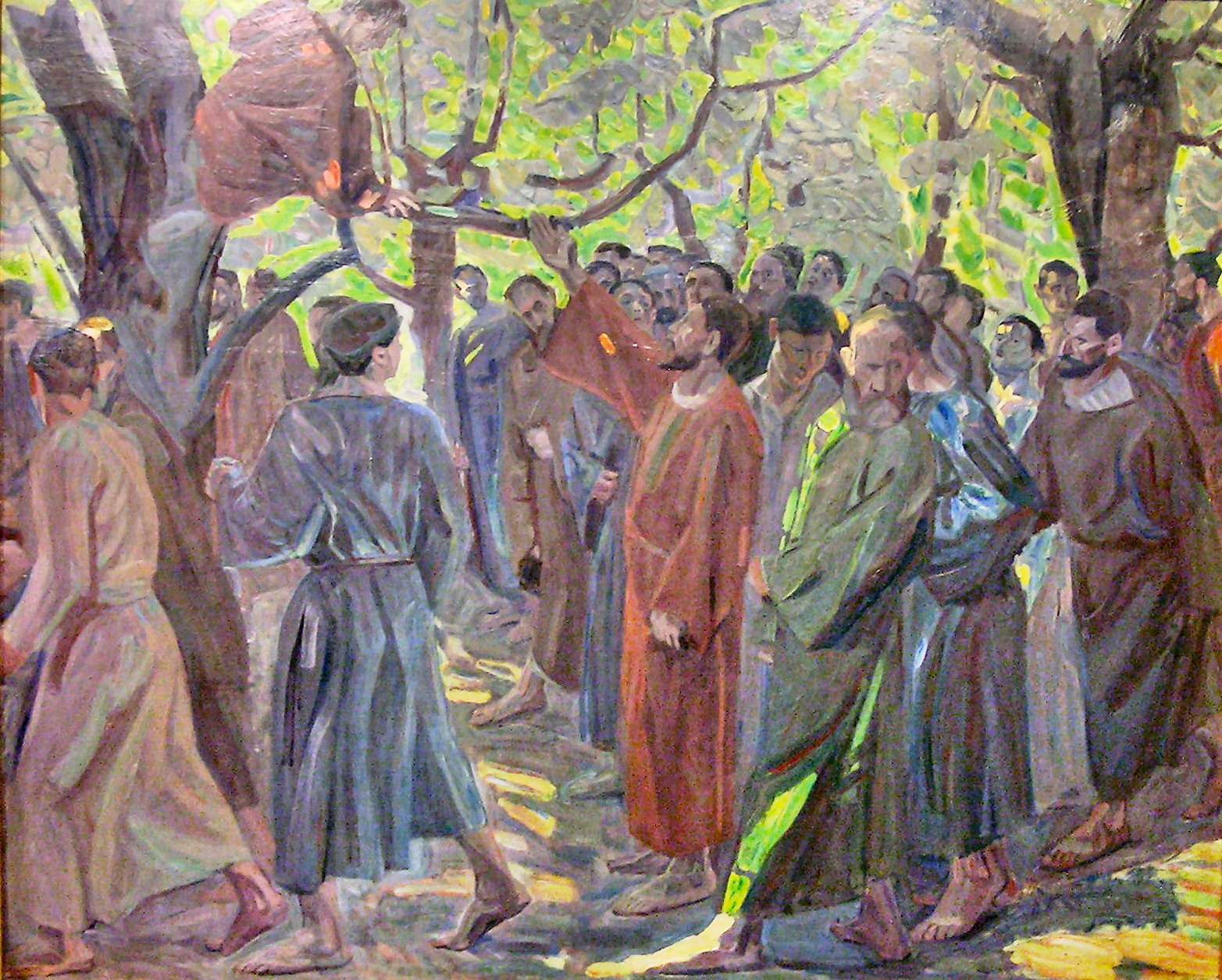
Zacheusz. Obraz Nielsa Larsena Stevnsa

Zacheusz – postać z Nowego Testamentu, zwierzchnik celników w Jerychu.
Zacheusz występuje w Ewangelii św. Łukasza (Łk 19,1-10). Z powodu niskiego wzrostu, gdy przez Jerycho przechodził Jezus Chrystus, wspiął się na sykomorę, aby go zobaczyć. Jezus pozdrowił go i zapowiedział swoją wizytę w jego domu. Zacheusz oświadczył na to, że rozdaje połowę swojego majątku ubogim, a skrzywdzonych przez siebie wynagradza poczwórnie. Po tej deklaracji Jezus określił go jako prawdziwego syna Abrahama.

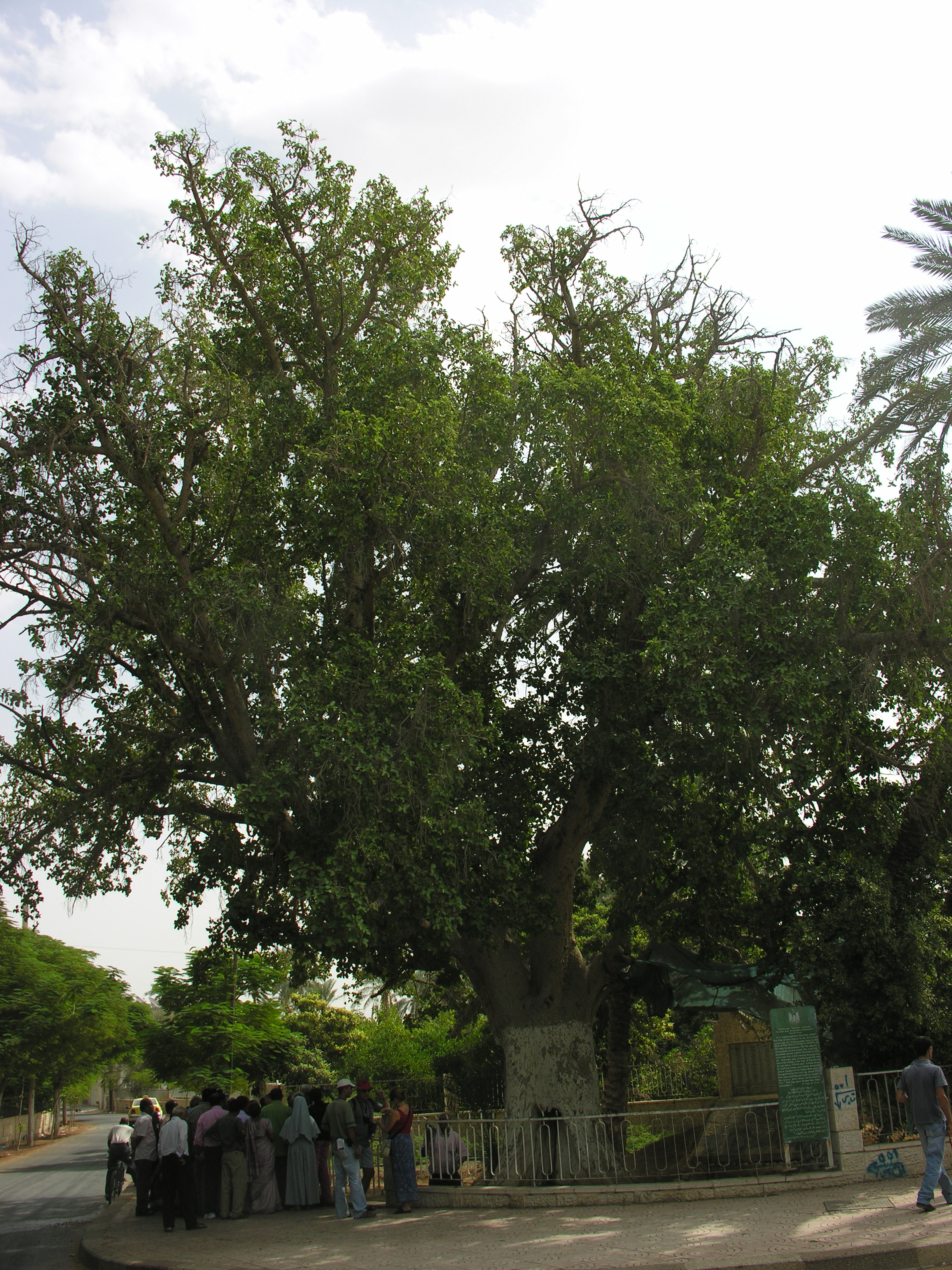
Sykomora Zacheusza w Jerychu

Istnieje kilka przekazów mówiących o dalszych losach Zacheusza. Według Pseudo-Klemensa towarzyszył św. Piotrowi, który mianował go pierwszym biskupem Cezarei Nadmorskiej. Klemens Aleksandryjski identyfikował go z apostołem Mateuszem. Dionizy Bar Salibi i Księga Pszczół Salomona z Bosry podają, że poniósł śmierć w Hauran. Lokalna tradycja w Bagat-en-Quercy mówi, że po rozesłaniu apostołów Zacheusz udał się do Galii i tam pod imieniem Amator (Amadour) głosił ewangelię w miejscowości Rocamadour, którą nazwano od jego imienia.